# Giulietta Gordigiani

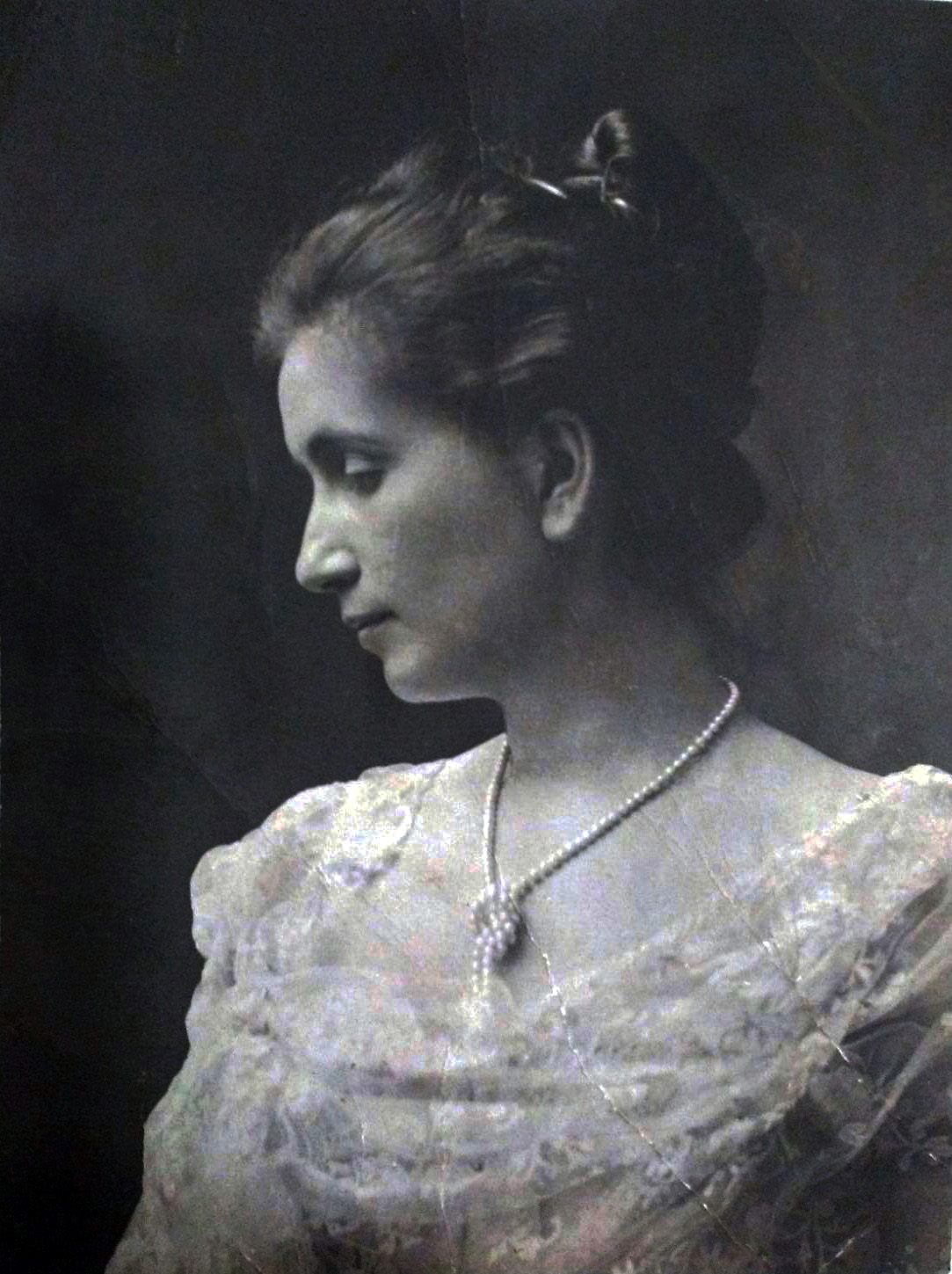
Giulietta Gordigiani

Giulietta Gordigiani   (Florència, 15 de maig de 1871 - Florència, 27 de febrer de 1957) va ser una cantant i pianista italiana. Hereva de la cultura artística florentina, va créixer en una família de clara vocació artística, cosmopolita i internacional.

## Orígens familiars i joventut
El seu besavi, Antonio Gordigiani (1761-1820), va ser un important cantant d'òpera que va triomfar a Venècia interpretant diferents rols en les òperes de Giuseppe Gazzaniga, Nicola Antonio Zingarelli i Sebastiano Nasolini. Antonio cantava sovint en companyia de la seva esposa, Sofía Ducloître, que era d'origen cors. En 1811, durant un concert privat al qual va assistir Napoleó I, va ser nomenat cantant de cambra de l'emperador i es va traslladar a viure a París fins a 1815. El matrimoni format per Antonio i Sofía va tenir diversos fills, un dels quals va ser Luigi Gordigiani (1806-1860), l'avi de Giulietta, que va ser cantant, pianista i compositor. Giovanni Battista, el germà de Luigi també va desenvolupar una carrera com a baríton, compositor i professor i va actuar en diversos escenaris italians. Luigi Gordigiani va aconseguir un gran èxit i reconeixement que li van portar a ser conegut amb el sobrenom del “Schubert italià”.
El pare de Giulietta, Michele Gordigiani (1835-1909) va ser un important pintor i retratista de fama internacional, molt apreciat per les cases reials de l'època. La seva mare, Gabriella Coujère (1839-1917), de pare francès i mare russa, es va dedicar a la literatura, la teosofia i l'ocultisme, i va freqüentar els cercles filosòfics florentins, tot col·laborant en la fundació de la Biblioteca Teosòfica de Florència.
Dotada de notables qualitats artístiques, Giulietta va estudiar música des de petita i va destacar, des de l'inici de la seva formació musical, com a cantant i pianista. Durant la seva joventut va freqüentar el món intel·lectual florentí de finals del segle xix, en el qual va destacar per la seva veu d'or i el seu talent al piano. En 1895 va conèixer a Gabriele D’Annunzio, que la va retratar en la seva novel·la "Il Fuoco" en la figura de Donatella Arvale, una jove i bella cantant. Giulietta va entaular amistat també amb Eleonora Duse, que s'havia instal·lat a Florència en 1888. Eleonora Duse va ajudar a Giulietta perquè pogués debutar a París i emancipar-se dels llaços familiars.
El seu debut a París en 1896 i els concerts que posteriorment va realitzar a Berlín, Sant Petersburg i Moscou deixaven entreveure una carrera musical que prometia ser molt exitosa i de la qual la jove Giulietta se sentia orgullosa. Un futur professional que va interrompre en 1899 per a casar-se amb el banquer berlinès Robert von Mendelssohn (1857-1917), descendent de Moses Mendelssohn i membre de la famosa dinastia berlinesa de banquers, artistes i acadèmics vinculada als més alts nivells de la societat prussiana, així com músic aficionat.

## Vida a Berlín
El 12 de gener de 1900 va néixer a Berlín la primera filla del matrimoni, Eleonora von Mendelssohn, a qui Giulietta anomenava afectuosament la “Musa de la Música”. Eleonora Duse va ser la seva padrina de bateig). El 6 de setembre de 1901 va néixer Francesco von Mendelssohn i el 15 de setembre de 1903, Angelica von Mendelssohn.
A Berlín, Giulietta va continuar tocant en companyia de músics de renom internacional, en concerts i recitals (sovint benèfics) en companyia del seu marit, de Joseph Joachim i de tots els músics i personalitats aficionades a la música que freqüentaven casa seva, com els violinistes Eugène Ysaÿe, Carl Flesch i Karl Klingler; els pianistes Arthur Rubinstein, Arthur Schnabel, Edwin Fischer i Bruno Eisner, els violoncel·listes Pau Casals o Yehudi Menuhin o personalitats de la ciència com Max Planck, excel·lent pianista, o d'Albert Einstein, violinista aficionat. Altres amics i persones assidues del seu exclusiu saló berlinès eren polítics destacats, homes de negocis, diplomàtics i representants de l'Europa d'abans de la guerra, com el Kàiser d'Alemanya i Rei de Prússia Guillem II, el ministre d'Exteriors de la República de Weimar, Walter Rathenau o el polític i ambaixador alemany Bernhard von Bülow. A més d'artistes com Isadora Duncan i Gordon Craig o personatges influents com Maria von Thurn und Taxis, Rainer Maria Rilke, Hugo von Hofmannsthal i Gerhart Hauptmann.
Durant els anys de la Primera Guerra Mundial, la malaltia de Robert von Mendelssohn va empitjorar i el 20 d'agost de 1917 va morir a Berlín.

## Retorn a Itàlia
L'agost de 1919 Giulietta va tornar a Itàlia amb la seva filla Angelica i va reprendre l'activitat musical com a pianista. En 1923 va iniciar una relació amb el violoncel·lista català Gaspar Cassadó, al qual va conèixer gràcies al seu fill Francesco von Mendelssohn i amb el qual va viure a Florència durant més de trenta anys. Grans virtuosos, Giulietta i Gaspar van iniciar una estreta col·laboració artística i van crear un duo de violoncel i piano amb el qual van recórrer els escenaris de diversos països europeus durant més d'una dècada. El duo Cassadó von Mendelssohn-Gordigiani va collir sempre un gran èxit, l'elogi del públic i l'admiració de la crítica. En 1925 es van exhibir a Florència, Roma, Viena, Londres i Nàpols i al setembre van estrenar junts, en el Teatre de la Fenice de Venècia, la Sonata per a piano i violoncel de Cassadó. En 1926, el duo va tocar a Viena i posteriorment Gaspar Cassadó va passar una temporada a Londres on el va sorprendre la mort del seu pare i on va compondre l'obra Rapsòdia catalana. A la tardor de 1926 van fer una gira per Catalunya, actuant en el Teatre Principal d'Olot (Girona) i en el Palau de la Música Catalana de Barcelona i van finalitzar l'any a Viena. En 1927, van actuar a París, Florència i Alemanya i a l'any següent a París, Montecarlo, Viena i Berlín. En aquesta última ciutat, Gaspar Cassadó va fer un concert amb l'Orquestra Filharmònica de Berlín dirigida per Wilhelm Furtwängler en homenatge al 100 aniversari de la mort de Franz Schubert, interpretant la seva adaptació de la Sonata Arpeggione per a violoncel i orquestra.
A principis de 1929, Giulietta i Gaspar van actuar a Trieste, Florència, Marsella i Londres i a l'octubre van tornar a Berlín. L'any següent se'n van anar de gira per Roma, Frankfurt, París i Viena i a partir de 1931 la freqüència dels seus concerts va començar a disminuir, ja que Gaspar Cassadó va iniciar una gira en solitari per Europa. En 1932 van tornar a tocar junts a Florència, Londres, Viena i Barcelona i, en 1933, a l'Alger.
A partir de 1933, moment en què els nazis van arribar al poder a Alemanya, els esdeveniments de la vida de Giulietta es van veure condicionats pel fet de ser la vídua de Robert von Mendelssohn i propietària d'uns béns de màxim interès per a les més altes esferes i autoritats nazis en el territori del Reich, com per exemple valuosos immobles, una part del banc Mendelssohn & Co. i una inestimable col·lecció de quadres, entre els quals destacava, com a objecte d'especial desig, el retrat d'Hendrickje Stoffels de Rembrandt van Rijn. Una pintura que Hitler va adquirir per a la seva col·lecció personal i que els Monument Men van trobar en les mines de sal d'Altaussee al final de la Segona Guerra Mundial.
Finalitzada la guerra, els seus fills Eleonora i Francesco von Mendelssohn van sol·licitar la restitució del retrat d'Hendrickje Stoffels, però la sentència judicial els va ser desfavorable i el quadre va passar a les mans de l'estat alemany. Després d'uns anys exposada a Múnic, la pintura va ser cedida al Städel Museum de Frankfurt on, en 1969, es va descartar la possibilitat què es tractés d'un treball autògraf de Rembrandt. Després de dècades d'oblit, la pintura va ser rescatada a principis del segle XXI del magatzem del museu i exposada a la sala d'antics mestres, amb dubtes sobre la seva atribució. Després de la mort d'Eleonora von Mendelssohn en 1951, Francesco va demanar també, sense èxit, la restitució dels quadres de la col·lecció familiar que es trobaven a Viena.
Giulietta va passar els últims anys de la seva vida a la seva vila de Striano, a la vall del Mugello, i va morir a Florència la nit del 27 de febrer de 1957 acompanyada pels seus familiars i amics i per Gaspar Cassadó que, profundament emocionat, va tocar per a ella durant tota la nit.